# La Unión (Morropón)
La Unión es un caserío peruano ubicado en el distrito de Morropón, perteneciente a la provincia homónima del departamento de Piura, al norte del Perú. 

## Ubicación
La Unión se ubica al norte de la provincia de Morropón, en el distrito homónimo, en el departamento de Piura.

## Demografía
En 2017 La Unión tenía una población de 111 habitantes.